# R.J. Hampton
Roderick Hampton jr., detto R.J. (Dallas, 7 febbraio 2001), è un cestista statunitense.

## High school
Dalla stagione da freshman ha giocato a basket per la Little Elm High School, in Texas. Nella sua prima partita dell'high school, il 17 novembre 2016, ha guidato la squadra con 33 punti nella vittoria 78-52 contro la Naaman Forest High School. Come freshman ha realizzato in media 23,6 punti, 7,2 rimbalzi, 4,2 assist e 3,5 palle recuperate a partita; è stato inserito nel MaxPreps Freshman All-American First Team e ha guadagnato il premio TABC Class 5A All-State. Nella stagione 2017-18 ha segnato in media, 30,3 punti, 8,8 rimbalzi, 6 assist, 4,4 palle recuperate e 2,5 stoppate a partita guidando il team a un record di 28-8. Nella stessa stagione, ha vinto il MaxPreps Sophomore All-American First Team, lo USA Today All-Texas First Team e il riconoscimento TABC 5A All-State. Il 14 dicembre 2018 ha realizzato 33 punti nella vittoria 80-66 contro la South Garland High School; come junior ha messo a referto in media, 32 punti, 9,7 rimbalzi, 6,4 assist e 3,9 palle recuperate a gara, guidando la sua squadra a un record di 24-10. Il 15 marzo 2019 ha vinto il premio Texas Gatorade Player of the Year, diventando il primo non-senior a vincere il premio dopo Justise Winslow nel 2013; è stato inoltre inserito nell'USA Today All-USA First Team e nel MaxPreps All-American Second Team.

## Campionato australiano

### New Zealand Breakers (2019-2020)
Il 28 maggio 2019 firma un contratto con i New Zealand Breakers, a Auckland, in Nuova Zelanda, con un'opzione per lasciare la squadra in favore della NBA. Hampton ha detto che ha saltato il college, perché "vuole vivere come un professionista e soprattutto perché vuole giocare con "adulti". Il 20 settembre, ha debuttato contro il Melbourne United, segnando 11 punti, 3 rimbalzi e 4 assist in 21 minuti. Due giorni dopo ha realizzato un season-high da 20 punti, 5 rimbalzi e 3 palle recuperate nella sconfitta contro South East Melbourne Phoenix. Il 4 febbraio 2020 ritorna negli USA per prepararsi al Draft NBA 2020. In 15 partite ha messo a referto in media, 8,8 punti, 3,9 rimbalzi e 2,4 assist a partita, tirando con il 40,7% dal campo.

## NBA

### Denver Nuggets (2020-2021)
Hampton è stato scelto dai Milwaukee Bucks come la 24a scelta nel Draft NBA 2020, ma i suoi diritti sono stati successivamente ceduti ai Denver Nuggets in uno scambio a quattro squadre che ha coinvolto i New Orleans Pelicans e gli Oklahoma City Thunder il 24 novembre 2020.  Il 1º dicembre 2020, i Denver Nuggets hanno annunciato di aver firmato Hampton.

### Orlando Magic (2021-)
Il 25 marzo 2021, Hampton, Gary Harris e una futura scelta del primo turno del Draft NBA 2021 sono stati ceduti all'Orlando Magic in cambio di Aaron Gordon e Gary Clark.

## Statistiche

### NBL
| Anno      | Squadra       | PG | PT | MP   | TC%  | 3P%  | TL%  | RP  | AP  | PRP | SP  | PP  |
| --------- | ------------- | -- | -- | ---- | ---- | ---- | ---- | --- | --- | --- | --- | --- |
| 2019-2020 | N.Z. Breakers | 15 | 12 | 20,6 | 40,7 | 29,5 | 67,9 | 3,9 | 2,4 | 1,1 | 0,3 | 8,8 |

### NBA

#### Regular Season
| Anno      | Squadra         | PG  | PT | MP   | TC%  | 3P%  | TL%  | RP  | AP  | PRP | SP  | PP   |
| --------- | --------------- | --- | -- | ---- | ---- | ---- | ---- | --- | --- | --- | --- | ---- |
| 2020-2021 | Denver Nuggets  | 25  | 0  | 9,3  | 41,7 | 27,8 | 75,0 | 2,0 | 0,6 | 0,2 | 0,1 | 2,6  |
| 2020-2021 | Orlando Magic   | 26  | 1  | 25,2 | 43,9 | 31,9 | 65,7 | 5,0 | 2,8 | 0,6 | 0,3 | 11,2 |
| 2021-2022 | Orlando Magic   | 64  | 14 | 21,9 | 38,3 | 35,0 | 64,1 | 3,0 | 2,5 | 0,7 | 0,2 | 7,6  |
| 2022-2023 | Orlando Magic   | 26  | 0  | 13,9 | 43,9 | 34,0 | 83,8 | 1,5 | 1,3 | 0,6 | 0,2 | 5,7  |
| 2022-2023 | Detroit Pistons | 21  | 3  | 18,5 | 42,3 | 36,5 | 66,7 | 2,3 | 1,0 | 0,5 | 0,2 | 7,3  |
| 2023-2024 | Miami Heat      | 8   | 2  | 9,5  | 28,6 | 12,5 | 50,0 | 0,8 | 1,0 | 0,0 | 0,0 | 1,3  |
| Carriera  | Carriera        | 170 | 20 | 18,3 | 40,8 | 33,8 | 67,9 | 2,7 | 1,8 | 0,5 | 0,2 | 6,8  |

#### Massimi in carriera
- Massimo di punti: 27 vs Brooklyn Nets (5 aprile 2023)[1]
- Massimo di rimbalzi: 11 vs Philadelphia 76ers (14 maggio 2021)
- Massimo di assist: 10 vs Detroit Pistons (3 maggio 2021)
- Massimo di palle rubate: 5 vs Portland Trail Blazers (6 marzo 2023)
- Massimo di stoppate: 2 (3 volte)
- Massimo di minuti giocati: 35 vs Charlotte Hornets (7 aprile 2022)